# Tratado de Montevidéu de 1890

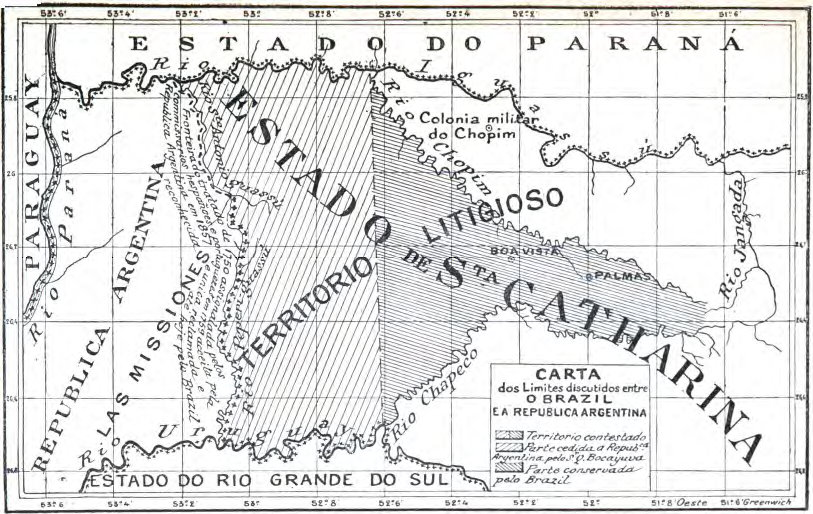
Resultado obtido pelo Diplomata Quintino Bocaiuva: um traçado reto na altura que os rios Chopim e Chapecó desaguavam em rios maiores, ficando a margem esquerda para a Argentina e a direita, para o Brasil.

O Tratado de Montevidéu foi assinado entre a Argentina e o Brasil a 25 de janeiro de 1890, estabelecendo a fronteira entre os dois estados.

## O acordo
Negociado por Quintino Bocaiúva enquanto Ministro das Relações Exteriores da recém-proclamada República brasileira, os seus termos visavam solucionar a chamada Questão de Palmas, de limites entre ambas as repúblicas, tendo como resultado a divisão da região entre ambos os países.
Considerando que Quintino extrapolou quanto à concessão territorial brasileira a Argentina, para a conclusão das negociações, à época o Congresso Nacional do Brasil rejeitou os termos do Tratado (1891), submetendo a questão ao arbitramento do presidente norte-americano Grover Cleveland (1893-1897).